# Jhapa (dystrykt)

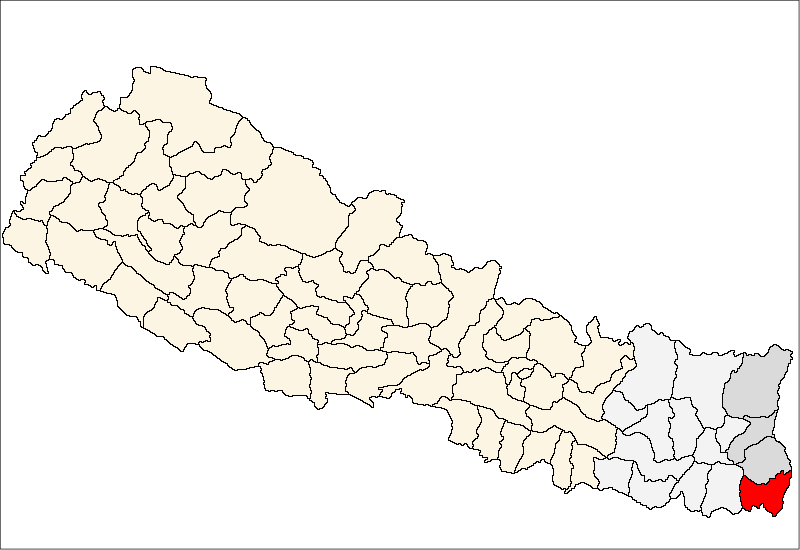
Dystrykt Jhapa

Dystrykt Jhapa (nep. झापा) – jeden z siedemdziesięciu pięciu dystryktów Nepalu. Leży w strefie Meći. Dystrykt ten zajmuje powierzchnię 1606 km², w 2001 r. zamieszkiwało go 688 109 ludzi. Stolicą jest Chandragadhi.